# Queen and Country
Pour l’article homonyme, voir Queen and Country (film).
Queen and Country est une série de bandes dessinées écrite par Greg Rucka, parue aux États-Unis chez Oni Press de 2001 à 2007, et publiée en France aux éditions Akileos.

## Synopsis
Cette série d’espionnage met en scène différents membres d’une section spéciale des services secrets britanniques. Ses agents de terrain, parmi lesquels Tara Chace et Paul Crocker, sont surnommés les « Vigies ». Chaque album décrit une mission qui s’ancre dans la réalité contemporaine (chute du bloc de l'Est, terrorisme du GIA) ; tout en la menant à bien, les agents secrets ne sont pas à l’abri de conflits de personnes ou d’intrigues sentimentales.
Pour décrire comment l’espionnage affecte la vie personnelle des protagonistes, le scénariste s’est largement inspiré de la série télévisée The Sandbaggers, diffusée à la fin des années 1970 sur ITV.
À l’instar de XIII Mystery par rapport à XIII, la série Queen & Country: Declassified se focalise sur le passé d’un personnage en explorant son parcours et son caractère.

## Personnages principaux
- S.I.S.
  - Sir Wilson Stanton Davies, alias C : chef du S.I.S.
  - Donald Weldon : directeur adjoint
  - Paul Crocker : directeur des opérations
  - Tom Wallace, alias Vigie Un : chef de la Section Spéciale, placée sous l’autorité de Crocker
  - Tara Chace, alias Vigie Deux : membre de la Section Spéciale
  - Edward Kittering, alias Vigie Trois : membre de la Section Spéciale
  - Simon Rayburn : directeur du renseignement
- Autres agences
  - Angela Chang : chef de l’antenne de la CIA à Londres
  - David Kinny : directeur des opérations au MI5

## Recueils

### Trade paperbacks
| Titre                    | Épisodes | Dessinateur                  |
| ------------------------ | -------- | ---------------------------- |
| Operation: Broken Ground | #1-4     | Steve Rolston                |
| Operation: Morning Star  | #5-7     | Brian Hurtt                  |
| Operation: Crystall Ball | #8-12    | Leandro Fernández            |
| Operation: Blackwall     | #13-15   | Jason Alexander              |
| Operation: Storm Front   | #16-20   | Carla Speed McNeil           |
| Operation: Dandelion     | #21-24   | Mike Hawthorne               |
| Operation: Saddlebags    | #25-28   | Steve Rolston et Mike Norton |
| Operation: Red Panda     | #29-32   | Chris Samnee                 |

### Albums français
1. Opération Terre brisée - Opération Étoile du matin (2004)
2. Opération Crystall Ball (2008)
3. Opération Blackwall (2008)
4. Opération Storm Front (2008)
5. Opération Dandelion (2008)
6. Opération Saddlebag (2009)
7. Opération Red Panda (2009)

Série Queen & Country déclassifié
1. Déclassifié T1 (2008)
2. Déclassifié T2 (2008)

Intégrale
- tome 1 (Opération Terre brisée, Opération Étoile du matin et Opération Crystall Ball, janvier 2013)
- tome 2 (juin 2013)

## Récompenses
Operation: Broken Ground a remporté l'Eisner Award de la meilleure nouvelle série en 2002.

## Publication

### Éditeurs
- Oni Press : Queen & Country #1-32
- Semic (collection « Semic Noir ») : tome 1 (première édition du tome 1)
- Akileos (collection « Regard noir & blanc ») : tomes 1 à 7 (première édition des tomes 2 à 7)
- Akileos (collection « Regard noir & blanc ») : Queen & Country déclassifié tomes 1 et 2 (première édition des tomes 1 et 2)